# Mikwe (Třebíč)

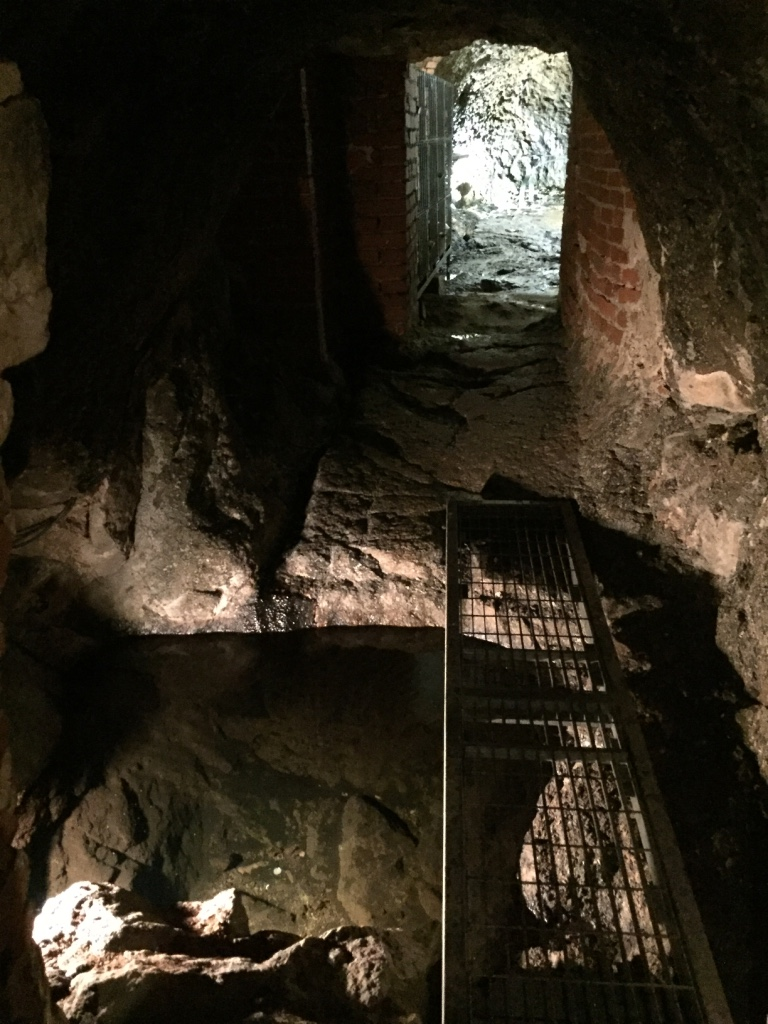
Mikwe in Třebíč

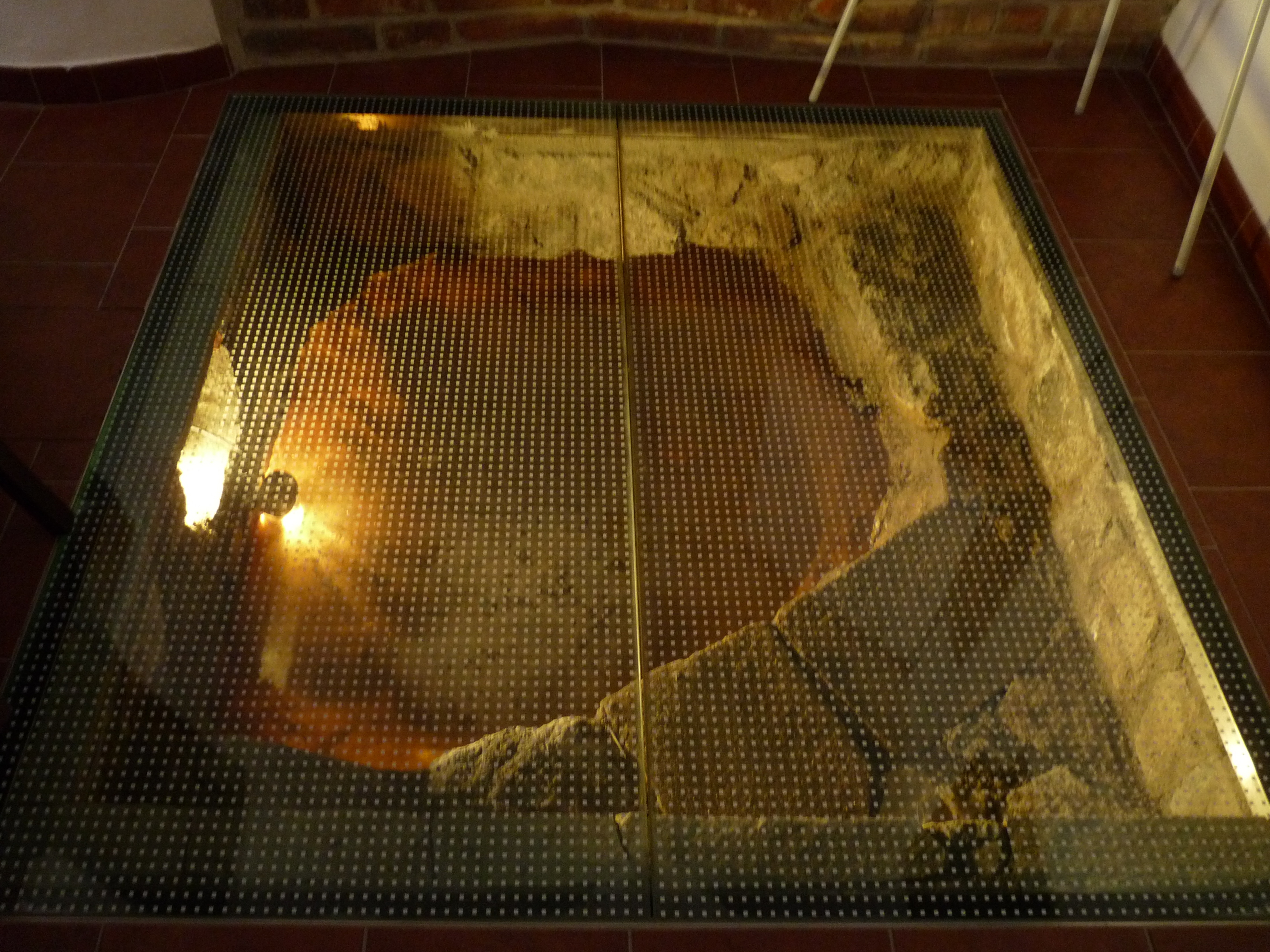
Innenansicht

Die Mikwe in Třebíč (deutsch Trebitsch), einer Stadt im Okres Třebíč in Tschechien, wurde im 17. Jahrhundert errichtet. 

## Geschichte
Die Mikwe in der Skalní-Straße 85  ist seit 2001 als Teil des zum UNESCO-Weltkulturerbe gehörenden Jüdischen Viertels Třebíč ein geschütztes Kulturdenkmal.
Die Mikwe im ehemaligen Armenhaus der jüdischen Gemeinde ist in den letzten Jahren restauriert worden. Das Haus gehört heute zum Hotel Joseph 1699.